# Rawdna Carita Eira
Rawdna Carita Eira, née le 6 octobre 1970 à Elverum (Norvège) est une autrice samie norvégienne qui écrit en deux langues : le sami et le norvégien.

## Carrière
Elle a travaillé comme pigiste, dramaturge et inspectrice pour Beaivváš, le Théâtre sami national. Son premier recueil de poèmes, Ruohta muzetbeallji ruohta/Løp svartøre løp, est sorti en 2011 en version bilingue sami/norvégien. Il a été nommé pour le Prix de littérature du Conseil nordique. 
En 2012, elle a été nommée pour le Prix Ibsen pour sa pièce Guohcanuori šuvva/Sangen fra Rotsundet. Elle est aussi récipiendaire de la bourse Ernst Orvil en 2014 .
Elle est également chanteuse dans le groupe Circus Polaria. En 2014, elle sort un premier album éponyme dont les textes sont écrits en sami du nord.